# موج سرکش

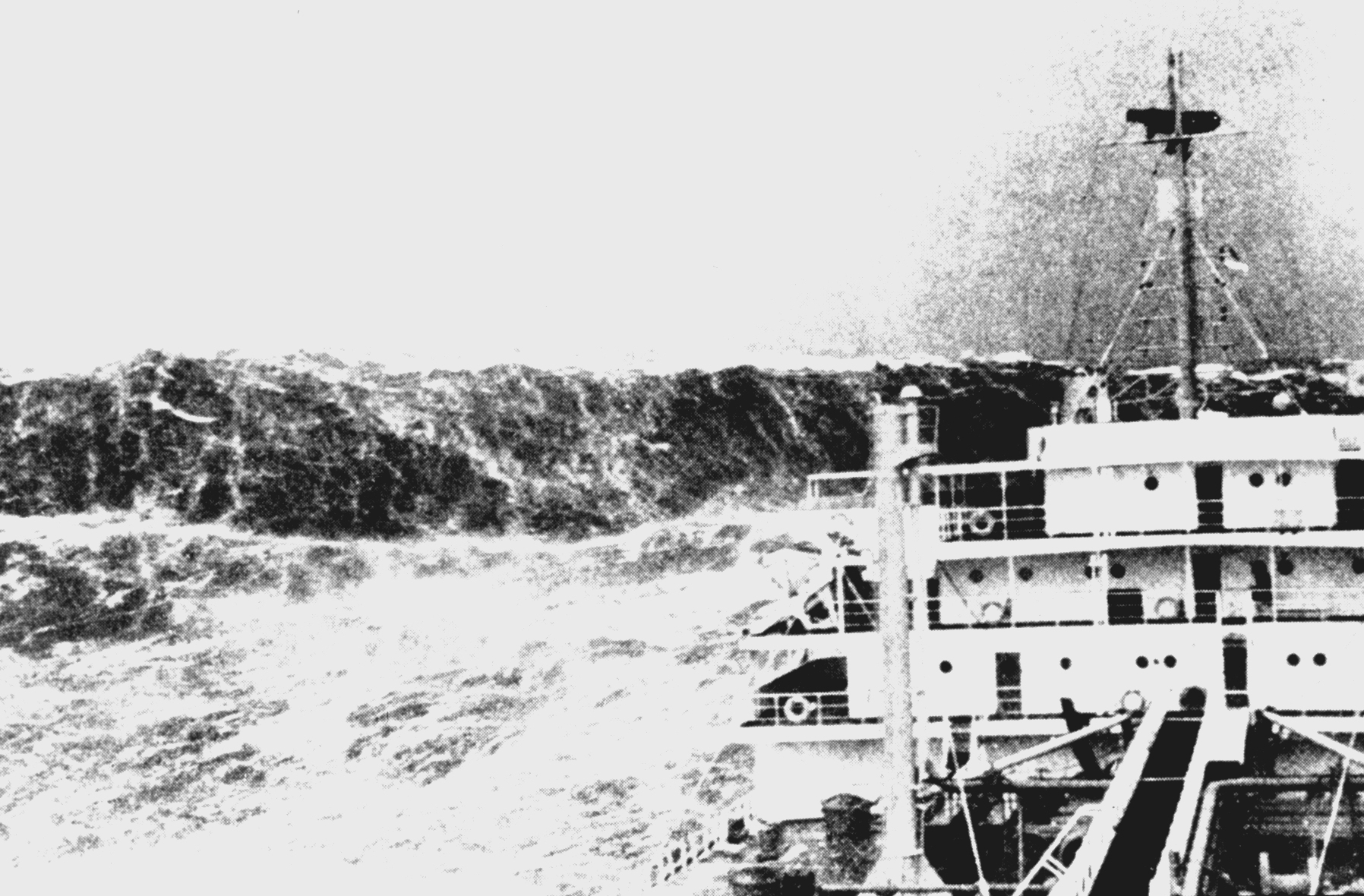
یک کشتی بازرگانی که با موج عظیم روبه‌رو شده‌است. موج‌های عظیم در خلیج بیسکای زیاد رخ می‌دهند.

موج عَظیم یکی از پدیده‌های جغرافیایی و شبیه به سونامی است اما بامنشا متفاوت. موج عظیم به موجی گفته می‌شود که عموماً در وسط دریا و دور از ساحل شکل می‌گیرد و ارتفاع آن ۸۰ تا ۱۰۰ پا است. دریانوردان در ابتدا منشا این موج را هیولاهای دریایی می‌دانستند و داستان هیولاهای دریایی از این دوره آغاز شد. تا سال ۱۹۸۰ هیچ سند یا مدرک معتبری در این مورد وجود نداشت تا اینکه دریانوردی مدرکی از این حادثه تهیه کرد و اما معتبرترین سند و مدرک موجود درباره این پدیده، مربوط به اوایل دهه ۹۰ میلادی است. هنگامی که کمک ناخدا یک کشتی نفت‌کش برای بازدید به روی عرشه رفته بود، توانست اولین تصویر را از یک موج عظیم ضبط کند و این سرآغازی بود برای شناخت بیشتر این موج.

## ویژگی‌ها
موج عظیم به‌طور متوسط سه برابر امواج معمولی و در حدود ۸۰ تا ۱۰۰ پا ارتفاع دارد. قدرت این موج هم سه برابر امواج معمولی و در حدود ۱۰۰ تن است.

## پدید آمدن
این موج می‌تواند در سه حالت به وجود بیاید:
1. موج بر خلاف جریان موج‌های دیگر حرکت می‌کند و برخورد موج‌های دیگر با موج عظیم باعث فشرده شدن آن و تشکیل موج عظیم می‌شود.
2. موج در جهت دیگر امواج حرکت می‌کند و جمع شدن امواج پشت سر هم باعث ساخت دیواری بلند از آب می‌شود.
3. موج عظیم می‌تواند بر روی فلات‌های دریایی و در هنگام برخورد با جزیره‌ها به وجود آید. هنگام عبور موج از روی فلات‌های دریایی به آن‌ها برخورد می‌کند و در اثر فشاری که پشت این موج شکل می‌گیرد، بعد از عبور از فلات‌های دریایی به صورت یک موج عظیم درمی‌اید. در حالت دیگر، در مقابل موج جزیره‌ای قرار می‌گیرد و موج برای عبور جزیره مجبور است آن را دور بزند و در این حالت موج به دو بخش تقسیم می‌شود که پس از دور زدن جزیره و پیوست این دو موج به هم دیواری عظیم از آب در پشت جزیره ایجاد می‌گردد.

## مکان‌های تشکیل
این موج بیشتر در شمال اقیانوس اطلس، مثلث برمودا و محل تلاقی اقیانوس اطلس و اقیانوس هند در جنوب آفریقای جنوبی شکل می‌گیرد. موج‌های عظیم به خصوص در سواحل دماغه آگولاس در جنوب آفریقا به وفور و با ارتفاع بالاتر از ۹ متر که گاهی به ۳۰ متر هم می‌رسند تشکیل می‌شوند. وزش بادهای پرقدرت در این ناحیه از علل اصلی تشکیل این موج‌هاست.

## نمونه در تلویزیون و سینما
فیلم پوزئیدون توانسته تصویری شبه مستند از موج عظیم ارائه دهد. در این فیلم که در سال ۲۰۰۶  میلادی ساخته شده، در یکی از سکانس‌ها می‌توان موج عظیم را مشاهده کرد که مانند دیواری بلند آسمان را می‌پوشاند و کشتی بزرگی همچون پوزیدون را غرق می‌کند.

## راه‌کارهای مقابله
دانشمندان پس از بررسی‌هایی دو راه‌حل عمده برای مقابله با موج عظیم ارائه داده‌اند. راه‌حل اول این است که کشتی‌ها طوری ساخته شوند که هنگام برخورد موج عظیم به آن‌ها کمترین آسیب را ببینند. راه‌حل دوم هم این است که راه‌هایی برای پیش‌بینی زمان و مکان به وجود آمدن موج عظیم پیدا کنند.